# Gustav Wieser
Gustav Wieser (Vienna, 24 giugno 1898 – 1960) è stato un calciatore e allenatore di calcio austriaco, di ruolo attaccante.

## Carriera
Capocannoniere del campionato austriaco per tre stagioni di fila, dal 1924 al 1926, conta 27 presenze e 12 gol in Nazionale.

## Statistiche

### Cronologia presenze e reti in nazionale
| Cronologia completa delle presenze e delle reti in nazionale ― Austria | Cronologia completa delle presenze e delle reti in nazionale ― Austria | Cronologia completa delle presenze e delle reti in nazionale ― Austria | Cronologia completa delle presenze e delle reti in nazionale ― Austria | Cronologia completa delle presenze e delle reti in nazionale ― Austria | Cronologia completa delle presenze e delle reti in nazionale ― Austria | Cronologia completa delle presenze e delle reti in nazionale ― Austria | Cronologia completa delle presenze e delle reti in nazionale ― Austria |
| Data                                                                   | Città                                                                  | In casa                                                                | Risultato                                                              | Ospiti                                                                 | Competizione                                                           | Reti                                                                   | Note                                                                   |
| ---------------------------------------------------------------------- | ---------------------------------------------------------------------- | ---------------------------------------------------------------------- | ---------------------------------------------------------------------- | ---------------------------------------------------------------------- | ---------------------------------------------------------------------- | ---------------------------------------------------------------------- | ---------------------------------------------------------------------- |
| 20-1-1924                                                              | Genova                                                                 | Italia                                                                 | 0 – 4                                                                  | Austria                                                                | Amichevole                                                             | 2                                                                      |                                                                        |
| Totale                                                                 |                                                                        | Presenze                                                               | 27                                                                     |                                                                        | Reti                                                                   | 12                                                                     |                                                                        |

## Palmarès

### Giocatore

#### Competizioni nazionali
- Campionato austriaco: 7

Rapid Vienna: 1915-1916, 1916-1917, 1918-1919, 1919-1920, 1920-1921
Wiener Amateur: 1923-1924, 1925-1926
- Coppa d'Austria: 5

Rapid Vienna: 1918-1919, 1919-1920
Wiener Amateur: 1923-1924, 1924-1925, 1925-1926

### Allenatore

#### Competizioni nazionali
- Campionato polacco: 2

Ruch Chorzow: 1934, 1935